# カッサイマサト
カッサイマサト（かっさいまさと、1972年7月17日 - ）は、日本のグラフィックデザイナー、アートディレクター。グラフィックデザインチーム「McLangur」代表。日本のバンド「CURIO」の元ベーシスト。CDジャケット・ウェブサイト・ロゴデザイン・ツアーグッズなどのデザイン制作をメインに活動中。

## 経歴
大阪府堺市出身。1995年、ベーシストとしてバンド「CURIO」に参加。大阪にて精力的な活動を続け動員を増やし、1997年上京、EPICソニーからデビュー。2000年、CURIOの活動休止期間中より独学でグラフィックデザインを始め、自身のデザインチームを設立。2006年活動拠点を東京から沖縄に移し、およそ3年間の沖縄での制作活動を経た後、再び活動拠点を東京に移す。2020年、自身のオリジナルTシャツブランド「Weirtee®」をスタート。

## アートワークを手がけた主なアーティスト
- CURIO
- chaqq
- DEPAPEPE
- 9mm Parabellum Bullet
- 織田哲郎
- D-51
- 人間椅子 (バンド)
- SUPER BEAVER
- 岩瀬敬吾
- オルケスタ・デ・ラ・ルス
- cinema staff
- 坊っちゃん
- Who the Bitch
- te'
- winnie
- HINTO
- The Turtles
- TAKUYA
- TKO (お笑いコンビ)
- 沢田完
- 残響レコード
- 筋肉少女帯人間椅子
- 新木場サンセット [オフィシャルグッズ]
- ROLL-B DINOSAUR
- スピッツ [オフィシャルグッズ]
- Tales of Dream Project
- 柳原陽一郎
- coba